# 稲荷丸北遺跡
稲荷丸北遺跡（いなにまるきたいせき）は、東京都世田谷区上野毛三丁目にある縄文時代（早期 - 晩期）、古墳時代の遺跡。
武蔵野台地の国文寺崖線のすぐ北にある遺跡。南側には多摩川があり、付近に等々力渓谷など谷沢川が付近にある。
五島美術館の敷地の中にあり、美術館に入館することで庭園など敷地に入ることができるが、現地で、稲荷丸北遺跡について、見学可能な資料はない。

## 交通
- 東急大井町線上野毛駅 徒歩5分

## 主な遺構・遺物
- 石器、縄文土器、土錘、土製円板、けつ状耳飾、弥生土器、土師器、須恵器、装身具、陶磁器

## 関連施設
- 世田谷区立郷土資料館
- 五島美術館